# Charles Bottarelli
Charles Bottarelli, né à Toulon le 12 novembre 1941, est un écrivain français.

## Biographie
Charles Bottarelli est né de parents ouvriers horticoles. Il grandit à Toulon, fait ses études au lycée Dumont-d'Urville, puis entre par concours dans la fonction publique. Durant ses quarante années de carrière dans les finances publiques où il gravit tous les échelons, il est en poste à Lyon, Paris, Marseille et Toulon.
Il est actif dans le milieu associatif et le milieu syndicaliste. Il s’investit dans le journal satirique toulonnais Cuverville entre 1996 et 2001 pour contrer l’extrême droite locale,. Passionné d’histoire,, il fait partie de la Société des amis du vieux Toulon et de sa région dont il devient le président en 2004.
Au début de sa retraite, il est conseiller technique à mi-temps pour une collectivité locale et commence l’écriture d’un premier ouvrage à caractère historique Toulon 40 : chronique d’une ville sous l’occupation, publié en 2004. En 2006, il change de registre, écrit un roman pur, "Alice, l'Italienne", une biographie imaginaire d'une jeune femme à l'époque de Mussolini.
L'histoire restant son sujet de prédilection, il entreprend de longues recherches dans les archives judiciaires et la presse locale pour écrire et publier de nombreux ouvrages sur les grandes affaires criminelles, qui ont marqué le Var, les Bouches-du-Rhône et la Côte d’Azur entre 2007 et 2013. En parallèle, il publie de nombreux romans richement documentés entre 2008 et 2020 dont certains sont réédités : Les moutons de Jean-Baptiste, Passions sur les terres rouges et Les vérités du barrage.
Il s’attache à situer précisément ses personnages dans les lieux et dans le temps, appuyant ainsi la fiction sur des événements réels. Il propose des livres emplis de fraîcheur et de rebondissements. Son roman Les moutons de Jean-Baptiste reçoit le prix 2014 de l’Académie littéraire de Provence.
Charles Bottarelli intervient souvent comme conférencier dans l’aire toulonnaise, soit pour présenter les biographies qu’il a écrites,, soit pour partager sa passion de l’histoire.

## Œuvres
- 2004 : Toulon 40 : chronique d’une ville sous l’occupation, Éditions de la Nerthe.
- 2006 : Alice l’Italienne, Éditions de la Courtine (réédition en 2017 sous le titre Alice et les chemises noires, Éditions Phénix d'Azur).
- 2007 : Les grandes affaires criminelles du Var, Éditions de Borée.
- 2008 : Les grandes affaires criminelles des Bouches-du-Rhône, Éditions de Borée.
- 2008 : Corde raide et sac de nœuds, Éditions Transbordeurs.
- 2009 : Les nouvelles affaires criminelles du Var, Éditions de Borée.
- 2009 : Les nouvelles affaires criminelles des Bouches-du-Rhône, Éditions de Borée.
- 2010 : Incroyables affaires criminelles des Bouches-du-Rhône, Éditions de Borée.
- 2011 : Les mystères du Var : histoires insolites, étranges, criminelles et extraordinaires, Éditions de Borée.
- 2011 : La colère des rusquiers, Éditions du Mot Passant.
- 2012 : La vigne aux secrets, Éditions du Mot Passant.
- 2013 : Les grandes affaires criminelles de la Côte d’Azur, co-écrit avec Arnaud Gobin, Éditions de Borée.
- 2013 : Les moutons de Jean-Baptiste, Éditions Lucien Souny (Prix 2014 de l’Académie Littérature Provence). Réédition en Souny poche en 2017.
- 2014 : Passions sur les terres rouges, Éditions Lucien Souny. Réédition en Souny poche en 2019.
- 2015 : La dame à la Simca, Éditions Lucien Souny.
- 2016 : L’héritier de la Bartavelle, Éditions Lucien Souny.
- 2017 : Les vérités du barrage, Éditions Lucien Souny. Réédition en gros caractères en 2019, Éditions Feryane.
- 2017 : Alice et les chemises noires, Éditions Phénix d’Azur.
- 2018 : Un assassin si distingué, Éditions Phénix d’Azur.
- 2018 : Ces Provençaux qui ont fait l’histoire, Éditions Papillon Rouge.
- 2019 : Les dames de Bartavelle, Éditions de Borée.
- 2020 : Ainsi vont les gens, Éditions Phénix d’Azur.
- 2023  L'honneur perdu de Benjamin Ullmo, Editions Sudarènes
- 2025 Le fou de Dieu, Editions Sudarènes